# Квінто Россо
Квінто Анджело Марія Россо (італ. Quinto Angelo Maria Rosso; 3 жовтня 1905, Генуя — ?) — італійський футболіст, що грав на позиції нападника.

## Кар'єра
Россо виховувався у невеликих клубах Генуї.
Дебютував у великому футболі в складі «Лаціо» в сезоні 1925—1926, з яким посів третє місце в чемпіонаті регіону Лаціо.
У 1926 році повернувся до Генуї до найсильнішого місцевого клубу «Дженоа». Грав у складі команди в Національному чемпіонаті 1926—1927, в якому «россоблю» посіли четверте місце в фінальному раунді. Дебютував 3 жовтня 1926 року під час домашньої перемоги над «Брешією», забив гол.
В складі «Дженоа», яка згодом змінила назву на «Дженоа 1893», виступав ще чотири сезони, хоча постійного місця в основі не мав. Двічі з командою був срібним призером чемпіонату Італії. Влітку 1930 року «Дженоа» брала участь у Кубку Мітропи як віце-чемпіон Італії. За волею жереба, команда другий рік поспіль в чвертьфіналі зіграла з віденським «Рапідом». В першому матчі в Генуї суперники зіграли внічию 1:1, а у Відні впевнену перемогу здобули австрійці — 1:6. Россо брав участь тільки в другому матчі.
В наступні роки грав у лігурійських клубах нижчих дивізіонів «Вентімілья» та «Андреа Доріа».
Завершив кар'єру в 1937 році.

## Статистика виступів
Статистика виступів у Кубку Мітропи
| №                      | Розіграш               | Стадія                 | Дата та місце проведення | Команда 1              | Рахунок | Команда 2 | Голи |
| ---------------------- | ---------------------- | ---------------------- | ------------------------ | ---------------------- | ------- | --------- | ---- |
| 1                      | 1930                   | 1/4                    | 3.09.1930 Відень         | Рапід (Відень)         | 6:1     | Дженоа    |      |
| Всього у кубку Мітропи | Всього у кубку Мітропи | Всього у кубку Мітропи | Всього у кубку Мітропи   | Всього у кубку Мітропи | 1       |           | 0    |